# 格林維爾號攻擊型核潛艇
格林維爾號攻擊型核潛艇（英語：USS Greeneville）是美國第61艘洛杉磯級核動力攻擊潛艦，也是美國海軍史上唯一以田納西州格林維爾命名的艦艇。格林維爾號攻擊型核潛艇長約110公尺，水下排水量6,927公噸。船艏配備4個魚雷管，可以發射Mk 48型魚雷、巡弋飛彈和布雷。同時還配備12個艦載垂直發射系統，可以發射戰斧巡弋飛彈。格林維爾號攻擊型核潛艇藉由S6G壓水反應爐提供3萬馬力，並搭配更加安靜的新型推進系統。其戰術航速由6節提高到8節至12節，而水下航速則達33節。
1988年12月14日，建造格林維爾號攻擊型核潛艇的合約授予維吉尼亞州紐波特紐斯的紐波特紐斯造船公司，並在1992年2月28日安放龍骨。1994年9月17日，格林維爾號攻擊型核潛艇下水，並在1996年2月16日在美國海軍服役。2001年，格林維爾號攻擊型核潛艇在演練緊急浮出水面時，與日本實習船愛媛丸發生撞擊事故，造成愛媛丸沉沒、並有9人死亡。

## 外部連結
- http://archives.cnn.com/2001/WORLD/asiapcf/east/02/11/japan.substrike.02/index.html 的存檔，存档日期19 March 2008.